# Hverfandi
Hverfandi (in lingua islandese: che scompare) è una cascata temporanea situata nella regione dell'Austurland, nella parte orientale dell'Islanda.

## Descrizione
Il suo nome in lingua islandese significa la cascata che scompare. Si tratta infatti di una cascata artificiale di trabocco dell'acqua in eccesso che si forma solo quando il bacino idrico di Hálslón ha raggiunto l'altezza massima di stoccaggio, che è posta alla quota di 625 metri sul livello del mare. A quella quota l'invaso è pieno e l'eccesso d'acqua viene scaricato a valle con un salto di 100 metri costruito artificialmente. L'acqua di straripamento va quindi a scorrere nel letto originale del fiume Jökulsá á Brú, proprio alla base della diga di Kárahnjúkastífla. L'evento si verifica solo quando le temperature elevate provocano una eccessiva fusione delle acque dei ghiacciai circostanti. La cascata pertanto risulta asciutta per la maggior parte dell'anno.

## Accesso
La cascata è raggiungibile tramite la strada 910 Austurleið, che da qui in poi diventa F910.